# Austroaeschna tasmanica
Austroaeschna tasmanica – gatunek ważki z rodziny żagnicowatych (Aeshnidae).